# Peyritschia humilis
Peyritschia humilis là một loài thực vật có hoa trong họ Hòa thảo. Loài này được (Louis-Marie) Finot mô tả khoa học đầu tiên năm 2003.